# Tunguški dogodek
Tunguški dogodek je bila močna eksplozija, ocenjena na 3 do 50 megaton, ki se je zgodila v jutranjih urah 30. junija 1908 na območju reke Podkamena Tunguska v Jenisejski guberniji Ruskega imperija (zdaj Krasnojarski okraj v Rusiji). Sila eksplozije je podrla okrog 80 milijonov dreves nad 2150 km² velikim območjem v redko poseljeni vzhodnosibirski tajgi, po izjavah očividcev naj bi ob tem umrli do trije ljudje. Večina strokovnjakov je mnenja, da je šlo za zračni udar ob eksploziji 50–60-metrskega kamnitega asteroida v ozračju. Asteroid je priletel z vzhoda-jugovzhoda, verjetno z razmeroma visoko hitrostjo približno 27 km/s; 98.004 km/h (Mach 80). Dogodek je zabeležen kot udar meteorita, vendar naj bi objekt eksplodiral na višini 5–10 km in ni pustil udarnega kraterja.
Vse do zdaj je tunguški dogodek najmočnejši tovrsten dogodek v zabeleženi zgodovini. Eksplozija take razsežnosti bi lahko uničila večje metropolitansko območje, če se ne bi zgodila nad odročno divjino. Tako pa je zaradi skrivnostnosti, ki še vedno obdaja dogodek, ta botroval raznim fantastičnim poskusom razlage in služil kot motiv za številna znanstvenofantastična dela. Organizacija združenih narodov obeležuje njegovo obletnico, 30. junij, kot mednarodni dan asteroidov za spodbujanje zavedanja o pomembnosti zgodnje zaznave in spremljanja asteroidov.

## Potek dogodka
30. junija 1908 (navedeno kot 17. junija po julijanskem koledarju do uvedbe sovjetskega koledarja leta 1918) ob približno 7:17 zjutraj po lokalnem času so staroselski Evenki in ruski naseljenci v hribih severozahodno od Bajkalskega jezera opazovali modrikasto svetlobo, skoraj tako močno kot Sonce, ki se je premikala čez nebo in za sabo puščala ozko sled. Ko se je približala obzorju, je sledil blisk, ki je ustvaril valujoč oblak, temu pa je sledil ognjeni steber, ki je obarval krajino z rdečkasto svetlobo. Steber se je razdelil na pol in počasi zamrl ter počrnel, približno 10 minut kasneje pa so očividci slišali zvok, podoben streljanju topništva. Tisti bližje eksploziji so izjavili, da se je vir zvoka premikal od vzhoda proti severu. Zvok je spremljal udarni val, ki je bil stotine kilometrov od kraja eksplozije še tako močan, da je pometal ljudi na tla in razbil okna.
Eksplozijo so zabeležile seizmološke postaje širom Evrazije, valovanje zraka pa so zaznali prek vse Evrope do Združenega kraljestva in celo v Washingtonu na drugi strani oceana, proti vzhodu pa denimo v Bataviji v današnji Indoneziji. Občutljivejše merilne naprave tistega časa so zabeležile zračni val še drugič, ko je obkrožil Zemljo. Po oceni je na nekaterih mestih udarni val povzročil podobne posledice kot potres s stopnjo 5,0 po Richterjevi lestvici.
Naslednjih nekaj dni se je nočno nebo nad Evrazijo svetilo. Obstajajo poročila o fotografih na Švedskem in Škotskem, ki so posneli normalno osvetljene fotografije opolnoči brez uporabe luči. To naj bi bilo posledica loma svetlobe ob višinskih delcih ledu, ki so nastali zaradi eksplozije pri zelo nizkih temperaturah. Podoben pojav so opazovali ob kasnejših izstrelitvah raketoplanov Space Shuttle. V Observatoriju Mount Wilson v Kaliforniji so več mesecev po dogodku beležili manjšo prosojnost ozračja, kar se ujema z dejstvom, da bi močna eksplozija v ozračje potisnila večjo količino prašnih delcev.

## Znanstvene raziskave
Od dogodka je bilo o eksploziji objavljenih približno tisoč znanstvenih del, večinoma v ruščini. Zaradi odročnosti kraja dogodka in slabše razvitosti takratnih merilnih naprav se sodobne strokovne interpretacije zanašajo na ocene škode in geološke raziskave, ki so bile opravljene več let po njem.
Zaradi odročnosti in ruskih političnih pretresov v 1910. letih je prva znanstvena odprava dosegla kraj dogodka šele več kot desetletje po njem. Leta 1921 je ruski mineralog Leonid Kulik vodil odpravo v porečje Podkamene Tunguske za Rusko akademijo znanosti. Čeprav hipocentra niso dosegli, je Kulik na podlagi številnih izjav očividcev sklenil, da je eksplozijo povzročil trk orjaškega meteorita. Po povratku je prepričal sovjetsko vlado, da je financirala odpravo do predvidenega mesta trka, kar bi omogočilo pridobiti meteorno železo.
Leta 1927 je tako Kulik vodil novo odpravo do hipocentra. V ta namen je najel lokalne evenške lovce, da bi jih vodili do kraja pričakovanega udarnega kraterja. Na njihovo presenečenje na točki nič niso našli kraterja, edina sled dogodka je bila cona s premerom približno 8 km, znotraj katere so bila drevesa ožgana in ogoljena, a še vedno stoječa pokonci. Drevesa dlje od središča so bila delno ožgana in podrta navzven v velikem žarkastem vzorcu.
V 1960. letih so izmerili velikost cone podrtih dreves – 2150 km² v obliki silhuete orjaškega metulja z razprtimi krili premera 70 km in »telesno dolžino« 55 km. Na območju je Kulik našel luknje v tleh, za katere je zmotno sklepal, da jih je povzročil meteorit, ni pa jih imel možnosti izkopati.
V naslednjem desetletju so območje obiskale še tri odprave. Kulik je našel na ducate manjših vrtačastih močvirij s premerom 10–50 m, ki bi lahko bili meteorni kraterji. Vendar so po napornem izsuševanju enega od njih – t. i. »Suslovega kraterja« s premerom 32 m – na dnu našli star štor, kar je izključilo možnost, da bi bil zares krater. Kulik je leta 1938 organiziral še zračno fotografiranje območja, ki je pokrilo osrednji del cone podrtega gozda (250 km²). Razvite fotografije so ohranjene v Tomsku, 1500 izvirnih negativov pa je dal leta 1975 uničiti takratni predsednik komiteja za meteorite Sovjetske akademije znanosti Jevgenij Krinov kot del iniciative za odstranitev vedno bolj vnetljive zbirke nitratnih filmov.
Odprave v 1950. in 1960. letih so s presejanjem prsti našle mikroskopske silikatne in magnetitne kroglice. Podobne ostanke so napovedali v podrtih drevesih, a jih s takrat dostopnimi metodami niso mogli zaznati. Kasnejše odprave so jih našle v smoli teh dreves. Kemična analiza je pokazala, da vsebujejo velik delež niklja v razmerju z železom, kar je značilnost meteoritov, zato so zaključili, da so zunajzemeljskega izvora. Tudi koncentracija delcev v različnih območjih prsti se je ujemala s pričakovano porazdelitvijo razbitin po zračni eksploziji meteorja. Kot dodaten dokaz zunajzemeljskega izvora so raziskovalci navedli nenavadne deleže številnih drugih kovin ob kasnejših analizah kroglic.
Kemična analiza vzorcev iz šotnih močvirij na tem območju je odkrila še številne druge anomalije, ki nakazujejo na udar zunajzemeljskega objekta. Tako se izotopna sestava ogljika, vodika in dušika iz ustrezno stare plasti močvirja razlikuje od sestave sosednjih plasti. Poleg tega vsebuje nenavadno visok delež iridija, kar spominja na iridijevo plast v geološki ločnici, ki zaznamuje kredno–terciarno izumrtje, zdaj pripisano trku mnogo večjega meteorita. Plast v Tunguski zato pripisujejo ostankom raztreščenega nebesnega telesa, ki so se odložili v močvirjih, dušik naj bi padel v obliki kislega dežja po eksploziji.
V nekaterih drugih laboratorijih teh rezultatov niso potrdili. Leta 2013 je izšla nova raziskava, ki je potrdila teorijo o meteoritu, vendar vprašanje še ni dokončno razrešeno zaradi negotovosti pri datiranju plasti in dejstva, da sosednjih plasti še niso preučili s sodobnimi metodami.

### Udarni model
Najbolj sprejeta razlaga eksplozije je, da je šlo za zračni udar ob razpadu asteroida 6–10 km nad tlemi.
Meteoroidi stalno vstopajo v ozračje iz vesolja s hitrostjo vsaj 11 km/s. Visoka vročina zaradi stiskanja zraka med potovanjem skozi zgornje plasti ozračja povzroči, da ti objekti zgorijo ali eksplodirajo, preden bi padli na tla. Po zgodnjih ocenah je taka eksplozija nad Tungusko sprostila energijo 10–30 megaton TNT-ja (130 PJ), preračunano iz izmerjenih učinkov jedrskih eksplozij na tako višino. Sodobnejši izračuni upoštevajo, da bi bilo zaradi gibalne količine več energije usmerjene navzdol kot pri jedrski eksploziji, zato naj bi realnejša ocena znašala 3–5 megaton (13–21 PJ). Ocena 15 megaton je približno tisočkrat večja od energije poskusa Trinity, približno enaka energiji poskusa Castle Bravo (1954) in tretjina energije carske bombe (1961).
Sodobne meritve infrazvoka in satelitsko opazovanje nakazujejo, da so zračni udari ob priletu asteroida z močjo jedrskega orožja reden pojav, tako močni kot tunguški pa so mnogo redkejši. Že Eugene Shoemaker je ocenil, da se 30-kilotonski udari zgodijo povprečno enkrat letno, tunguški pa enkrat na 300 let. Novejše ocene postavljajo dogodke, kot je tunguški, na enkrat na tisočletje, približno enkrat letno pa naj bi prihajalo do 5-kilotonskih. Večina teh naj bi bili asteroidi in ne šibkejši kometi, ki razpadejo mnogo prej. Najmočnejši zračni udar, zabeležen s sodobnimi merilnimi napravami, je bila eksplozija meteorja nad Čeljabinskom leta 2013.

#### Hipoteza o odbitku
Po enem od računskih modelov naj bi eksplozijo povzročil železen asteroid premera največ 200 m, ki je vstopil v ozračje pod topim kotom s hitrostjo 11,2 km/s in se odbil nazaj v vesolje.

#### Asteroid ali komet
Leta 1930 je britanski meteorolog in matematik F. J. W. Whipple predlagal, da je šlo za padec manjšega kometa, ki je zaradi sestave iz kozmičnega prahu in ledu ob vstopu v ozračje v celoti izparel. Razpršeni prašni in ledeni delci iz repa kometa v zgornjih plasteh ozračja bi razložili svetlo nočno nebo v Evraziji. Ta hipoteza je bila v 1960. letih splošno sprejeta med sovjetskimi strokovnjaki, ki so preučevali dogodek. Slovaški astronom Ľubor Kresák je predlagal, da gre za fragment periodičnega Enckejevega kometa, ki je odgovoren za vsakoletni meteorni roj Beta Tauridov z viškom ravno okrog 30. junija. Ujema se tudi smer.
Astronom Zdeněk Sekanina je leta 1983 objavil kritiko te hipoteze na osnovi dejstva, da bi mnogo manj trden fragment kometa, ki bi priletel pod tako topim kotom, moral razpasti že v višjih plasteh ozračja.
Glavna težava hipoteze o asteroidu je odsotnost udarnega kraterja na tleh, vendar tudi modeli obnašanja trdnega kamnitega telesa ob vstopu v ozračje s tako hitrostjo dopuščajo možnost, da bi tako telo naenkrat eksplozivno razpadlo na drobne delce, ki bi padli na tla na širšem območju, ne da bi pustili za sabo opazne kraterje, sproščena energija ob eksploziji na višini pa bi bila dovolj za opažene posledice na tleh.

#### Jezero Čeko
Leta 2007 so raziskovalci z Univerze v Bologni na območju Tunguske identificirali jezero, ki bi lahko bilo udarni krater. Jezero Čeko skledaste oblike leži približno 8 km severno-severozahodno od hipocentra in bi bilo lahko posledica udara manjšega, 10-metrskega fragmenta, ki bi ostal po razpadu meteorita na večji višini.
Hipotezi so v začetku oporekali nekateri izvedenci za udarne kraterje na osnovi njegove ovalne oblike. Že raziskava leta 1961 je ovrgla možnost recentnega nastanka jezera, saj so na dnu več metrov debele usedline, ki nakazujejo na starost vsaj 5000 let. Vendar sodobnejše raziskave nakazujejo, da je le kakšen meter te plasti posledica normalnih procesov usedanja, kar bi dalo starost približno 100 let.
Hipotezo o kraterju podpira tudi sondiranje dna, ki je razkrila stožčasto obliko, in magnetne meritve, ki nakazujejo na prisotnost metrskega kosa skale pod najglobljo točko. Tudi smer daljše stranice jezera se ujema s smerjo hipocentra, kar podpira razlago, da je od tam pod topim kotom priletel fragment. Raziskave izvora jezera so še v teku.
Po drugi strani kasneje objavljena analiza sedimentov na dnu kaže na starost vsaj 280 let ali mnogo več. Tudi fizikalno je malo verjetno, da bi kamnit fragment primerne velikosti preživel prehod skozi ozračje in imel hkrati ob padcu na tla dovolj energije, da bi povzročil tako velik krater.

### Geofizikalne hipoteze
Teoriji o asteroidu nekateri oporekajo. Med njimi je astrofizik Wolfgang Kundt, ki je predlagal razlago, da je dogodek povzročil izpust in kasnejša eksplozija 10 milijonov ton zemeljskega plina. Po tej hipotezi naj bi se plin dvignil iz razpoke v Zemljini skorji do višine, kjer bi bil enako gost kot zrak, od tam pa naj bi zračni tokovi iz oblaka oblikovali ozek »stenj«, ki ga je vžgal naravni pojav, kot je strela.
Podobne hipoteze o izbruhu podzemnih rezervoarjev plina so predlagali še nekateri drugi raziskovalci, obstajajo pa tudi poskusi razlage s tektonskimi pojavi.

## V fikciji
Pripadniki domorodnih ljudstev tega območja so eksplozijo pripisali ognjenemu božanstvu Agdiju, ki je prišel kaznovat zlobneže.
Dogodek v odročni sibirski divjini, ki ni ustrezal predstavi padca meteorita, je kmalu vzpodbudil tudi številne alternativne poskuse razlage z bolj eksotičnimi vzroki, ki so zašle v polje bolj ali manj neosnovanih špekulacij – bodisi predstavljene kot stroka, bodisi neposredno kot fikcija. Z leti se je ločnica med tema dvema kategorijama zabrisala in tovrstne zgodbe so še vedno priljubljeno gradivo med ljubitelji misterijev.
Že leta 1941 je ameriški astronom Lincoln LaPaz zapisal, da bi lahko tako eksplozijo povzročila majhna količina antimaterije, kar pa je fizikalno praktično nemogoče.
Eno od najstarejših in najbolj priljubljenih alternativnih razlag je prvi podal ruski znanstvenofantastični pisatelj Aleksander Kazancev v svoji kratki zgodbi »Eksplozija« leta 1946. Po tej je šlo za jedrsko eksplozijo, za katero namigne, da jo je povzročila nesreča nezemeljske vesoljske ladje, ki je letela nad Tungusko. Pet let kasneje je podoben scenarij uporabil še poljski pisatelj Stanisław Lem v svojem romanu Astronavti, po tistem pa je zamisel razvijala in preoblikovala tudi vrsta angleško govorečih pisateljev, kot so Don Bensen, Bruce Sterling, Joseph Manzione in Algis Budrys. Med izvirnejšimi različicami je tista britanskega pisatelja Iana Watsona, ki je v romanu Chekhov’s Journey povezal motiv tunguškega dogodka s skrivnostnim potovanjem Antona Čehova prek Sibirije (kar vključuje potovanje v času, saj je Čehov umrl že leta 1904, vesoljska ladja pa je v njegovi zgodbi človeška). Vzporedno so tezo o eksploziji vesoljske ladje dodatno popularizirali Erich von Däniken in podobni pisci psevdoznanosti, ki so jo vzeli resno.
Med polstrokovnimi špekulacijami je razlaga dveh ruskih poljudnoznanstvenih piscev iz leta 1964, da je eksplozivni izbruh Krakatava leta 1883 v vesolje sprostil močan snop radijskih valov, ki so ga nezemljani s planeta v orbiti zvezde 61 Laboda razumeli kot sporočilo z Zemlje in nanj odgovorili s premočnim laserskim žarkom. Nekaj več pozornosti strokovne javnosti je bila sprva deležna hipoteza, da je šlo za prehod mikroskopske črne luknje. To sta leta 1973 objavila fizika A.A. Jackson in M.P. Ryan z Univerze Teksasa v Austinu kmalu po tistem, ko so fizikalni modeli predvideli obstoj takih pojavov. Manj kot leto dni kasneje je ta motiv uporabil pisatelj Larry Niven v svoji noveli »The Borderland of Sol«.